# De vilda gässen
De vilda gässen (originaltitel: The Wild Geese) är en brittisk-schweizisk krigsfilm från 1978. Filmen är baserad på Daniel Carneys roman med samma namn.

## Handling
Om den krisartade politiken i Zembala. En grupp brittiska legosoldater skickas iväg för att reda ut situationen. Det slutar med ett levande helvete för dem.

## Om filmen
Filmen spelades in i Marble Hill Park, Twickenham, Storbritannien och i Tschepisi, Sydafrika.
Den hade världspremiär i Storbritannien i maj 1978 och svensk premiär den 2 september samma år, åldersgränsen är 15 år.

## Rollista (urval)
- Richard Burton - Allen Faulkner
- Roger Moore - Shawn Fynn
- Richard Harris - Rafer Janders
- Hardy Krüger - Pieter Coetzee
- Stewart Granger - Sir Edward Matherson
- Barry Foster - Balfour
- Joe Cole - Derek
- Anna Bergman - Sonnys ena flickvän

## Musik i filmen
- Flight of the Wild Geese, skriven och framförd av Joan Armatrading
- Dance with Death, skriven och framförda av Jerry Donahue och Marc Donahue

## Utmärkelse
- 1980 - Golden Screen